# Dijle
El Dijle (en Való Thîle, en francès Dyle) és un afluent del Rupel que neix a Houtain-le-Val, un municipi de la província de Brabant Való a Bèlgica. En confluir amb el Zenne i el Nete forma el Rupel, un afluent de l'Escalda. Té una llargada de 100 km i un desnivell entre la font i la desembocadura d'uns 132 metres. Durant la reforma administrativa a l'ocupació francesa, va donar el seu nom al departament del Dijle.

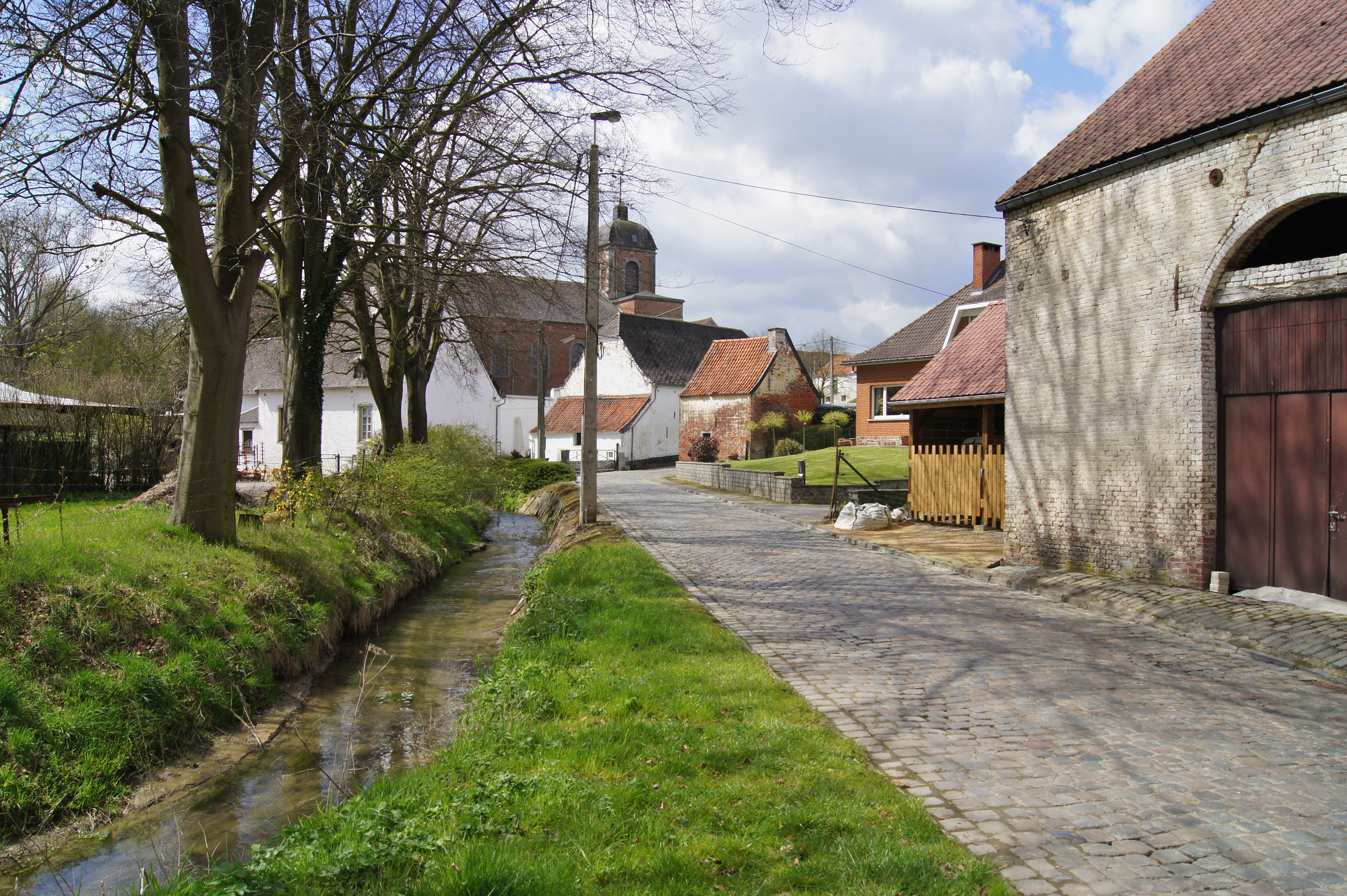
Dijle a Loupoigne

Els principals ciutats regades pel riu són Ottignies-Louvain-la-Neuve, Wavre, Lovaina i Mechelen.
Des del 1752 existeix un canal navegable, el Leuvense vaart, paral·lel al riu des de Lovaina fins al Rupel. Les aigües desviades per a omplir el canal i alimentar les seves rescloses han fet que el riu sembla més petit que el seu afluent el Dèmer.

## Afluents
- El Dèmer
- El Voer[2]
- El Thyle
- El Train
- El Nethen
- El Laan
- L'IJse.

Fotos del riu

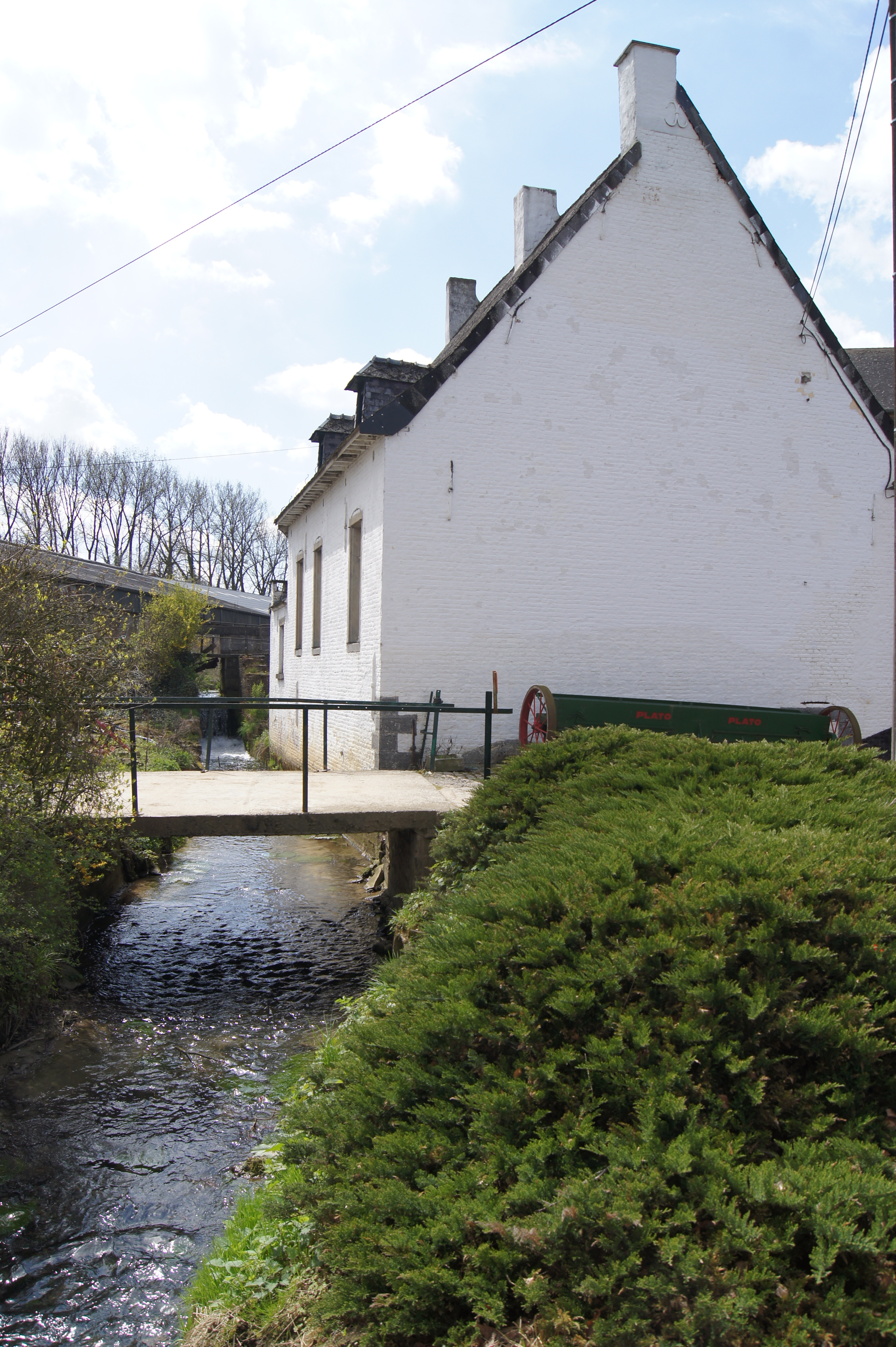
Molí d'aigua d'una fàbrica de cervesa a Loupoigne
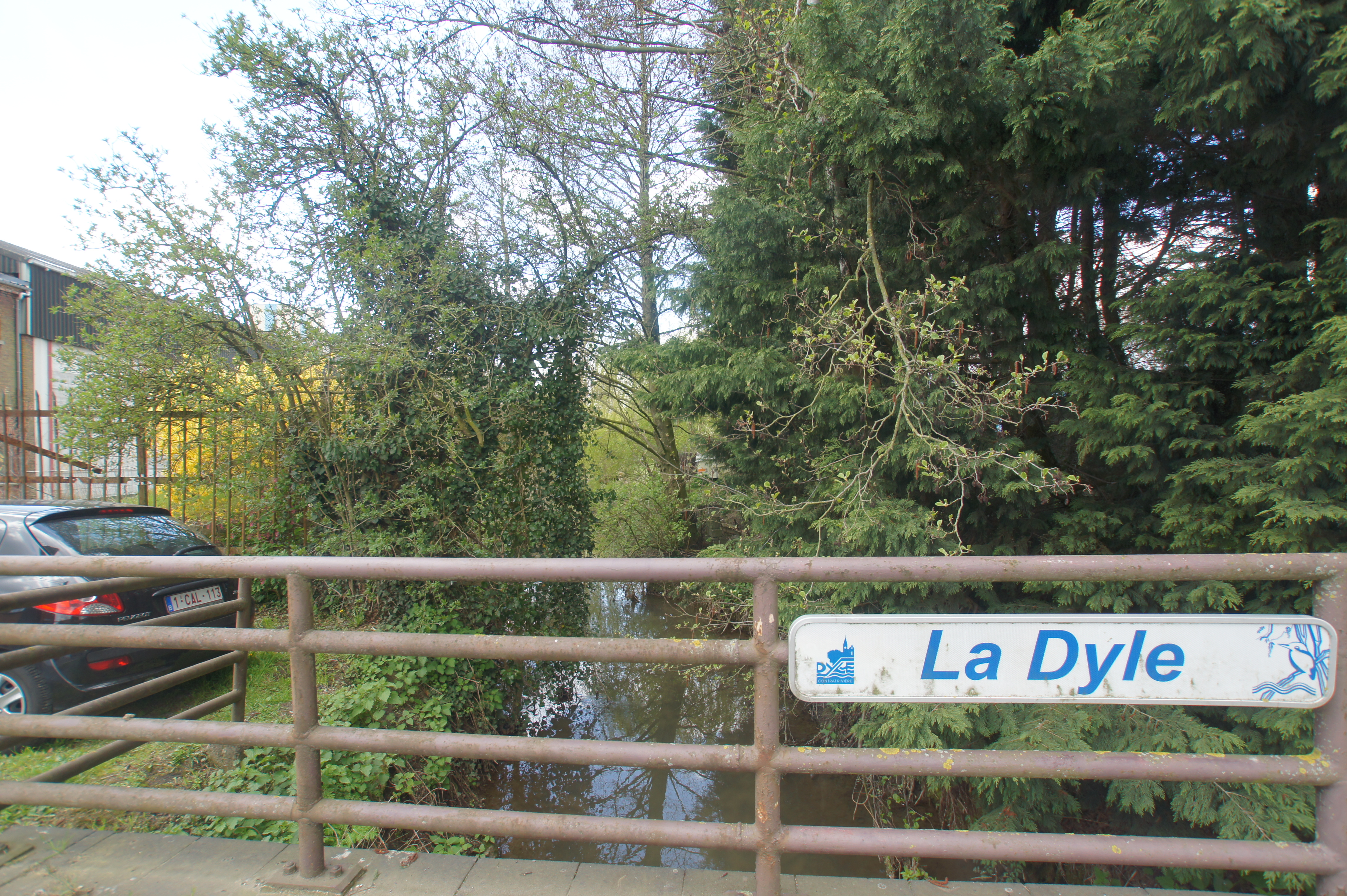
Dijle a Genappe
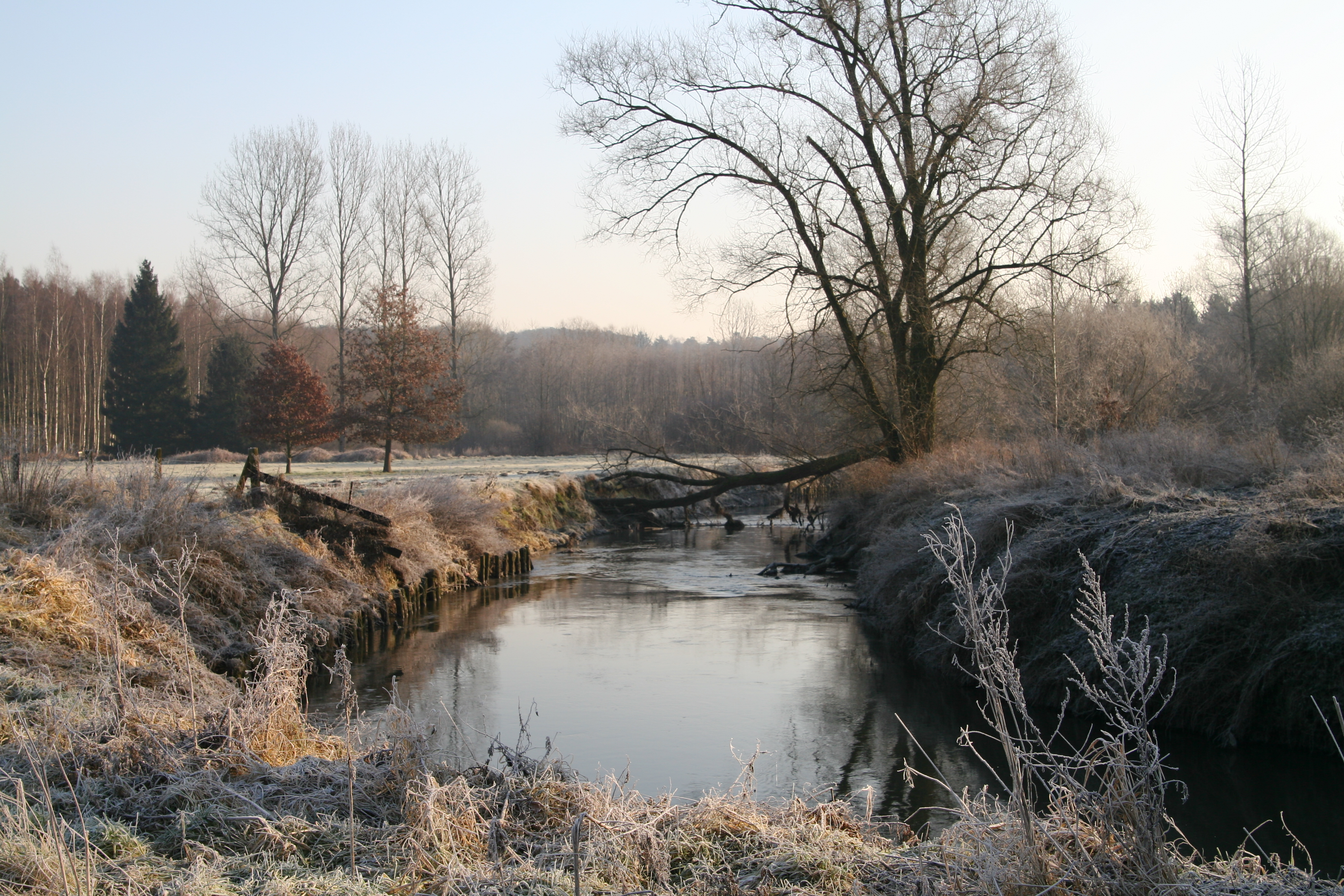
Dijle a Sint-Joris-Weert

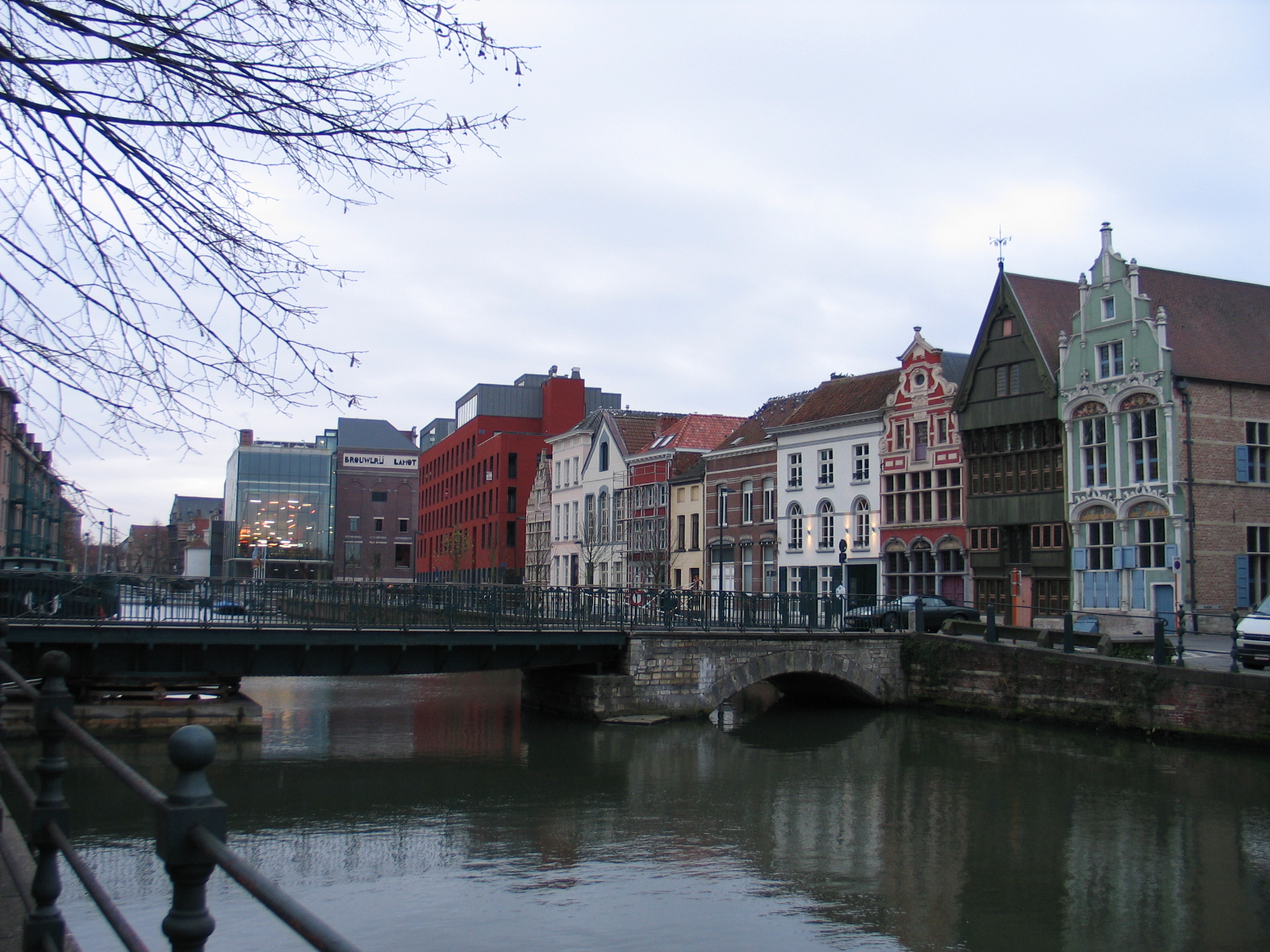
Dijle a Mechelen
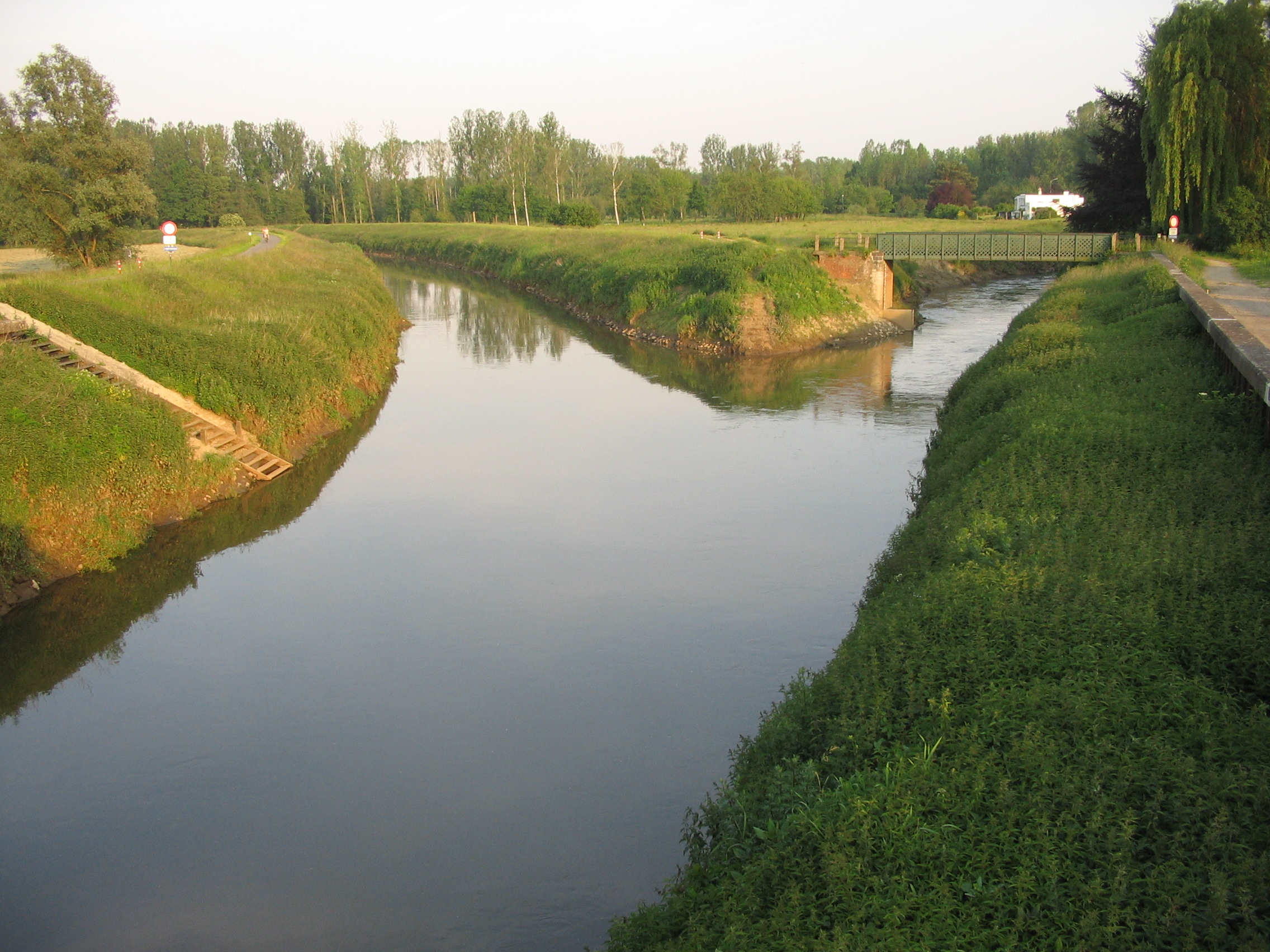
Confluent del Dijle i del Dèmer
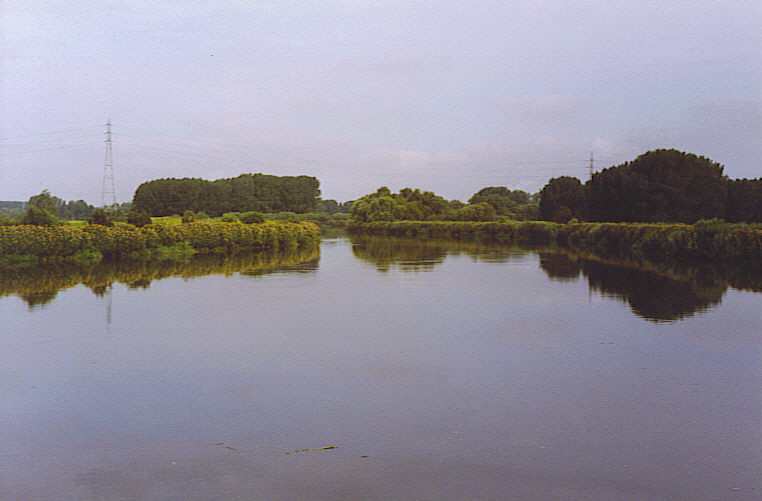
Dijle prop del Zennegat a Mechelen